# Hedwig Meermann

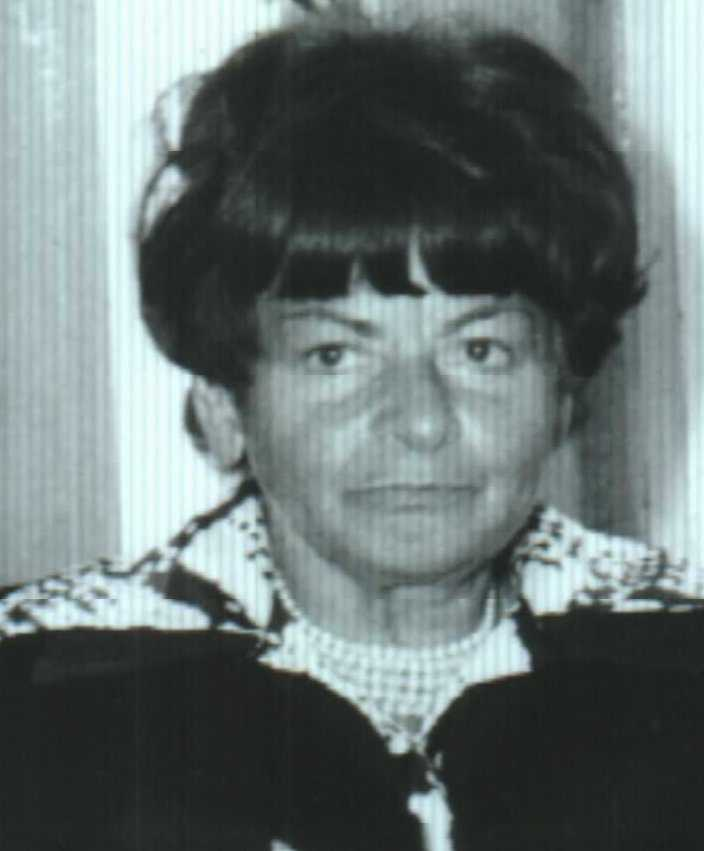
Hedwig Meermann (1975)

Hedwig Meermann, geb. Schmitt (* 7. August 1913 in Essen; † 9. April 2000 in Tuttlingen) war eine deutsche Politikerin (SPD) und Bundestagsabgeordnete.

## Leben und Beruf
Meermann wurde als ältestes von vier Kindern in eine Lehrerfamilie hineingeboren. Nach dem Abitur 1932 und dem Besuch der Handelsschule 1933 ging sie für ein Jahr nach Frankreich, um in Lyon ihre Französischkenntnisse aufzubessern. Von 1934 bis 1943 arbeitete sie im kaufmännischer Bereich als Sekretärin und Sachbearbeiterin für verschiedene Firmen und Wirtschaftsverbände. 1944 zog sie aus dem Ruhrgebiet nach Tuttlingen.
Nach dem Zweiten Weltkrieg wurde Meermann von 1945 bis 1947 als Dolmetscherin für Französisch bei der Stadt Tuttlingen beschäftigt. Sie hatte sich 1946 der ÖTV angeschlossen und arbeitete außerdem als Dolmetscherin und Übersetzerin für die Gewerkschaften sowie für das Landratsamt. 1949/50 war sie bei den Tuttlinger Maschinenbauwerk Chiron tätig. Nach ihrer Hochzeit kümmerte sie sich als Hausfrau um ihre Familie, aus der ein Sohn hervorging. In der Folgezeit leitete sie von 1954 bis 1957 den Kurs Die Frau als Staatsbürgerin an der Volkshochschule Tuttlingen. Hierzu absolvierte sie 1955 eine Studienreise in die Vereinigten Staaten.

## Partei
Meermann trat 1946 in die SPD ein, war von 1950 bis 1961 als Sekretärin für die sozialdemokratischen Delegierten beim Europarat und seit 1954 in gleicher Funktion auch bei der Westeuropäischen Union (WEU) tätig. Sie wurde 1958 zur Vorsitzenden des SPD-Kreisverbandes Tuttlingen gewählt und war von 1958 bis 1961 Mitglied im Landesvorstand der SPD Baden-Württemberg. Von 1964 bis 1972 fungierte sie als Vorsitzende des SPD-Unterbezirks Schwenningen.

## Abgeordnete
Meermann wurde 1953 in den Rat der Stadt Tuttlingen gewählt, dem sie bis 1966 angehörte. Sie war von 1959 bis 1961 Kreistagsmitglied des Kreises Tuttlingen und hier Vorsitzende der SPD-Fraktion. 
Dem Deutschen Bundestag gehörte sie von 1961 bis 1976 an. Sie war stets über die Landesliste Baden-Württemberg ins Parlament eingezogen. Vom 3. September 1970 bis 1972 war sie stellvertretende Vorsitzende des Bundestagsausschusses für Städtebau und Wohnungswesen. Sie war von 1968 bis 1972 Präsidentin der Kulturkommission der Interparlamentarischen Union (IPU) und von 1972 bis 1977 Präsidentin der Deutschen Parlamentarischen Gesellschaft (DPG). 
Anschließend beteiligte sie sich an der Gründung der Vereinigung ehemaliger Mitglieder des Deutschen Bundestages und des Europäischen Parlaments, deren Vorstand sie bis 1991 angehörte.

## Ehrungen
- 1973: Verdienstkreuz 1. Klasse der Bundesrepublik Deutschland
- 1977: Großes Verdienstkreuz der Bundesrepublik Deutschland
- 1988: Großes Verdienstkreuz mit Stern der Bundesrepublik Deutschland

## Veröffentlichungen
- Aufzeichnungen zur Geschichte der Vereinigung ehemaliger Mitglieder des Deutschen Bundestages und des Europäischen Parlaments e.V., 1987